# F64 Studio
F64 Studio este o companie specializată în distribuția și retailul de aparate foto-video și accesorii din România.
Este deținută în proporții egale de Dan Marian Alecsiu și Daniela Dorina Becheru.
Compania are un singur spațiu comercial în București, dar deține și un magazin online prin care clienții pot face comenzi sau plăți direct cu cardul pe site.
F64 Studio este și administrator al magazinului Nikon din România, situat în Băneasa.
Număr de angajați:
- 2011: 90[3]
- 2010: 45[1]

Cifra de afaceri:
| Anul          | 2010 | 2009 | 2008 | 2007 |
| ------------- | ---- | ---- | ---- | ---- |
| milioane euro | 11,3 | 9,2  | 9,1  | 5,4  |